# Click! pentru femei
Click! pentru femei este o revistă săptămânală pentru femei din România.
A fost lansată la data de 31 octombrie 2008 de trustul de presă Adevărul Holding.